# Jean-Baptiste Berlier
Pour les articles homonymes, voir Berlier (homonymie).
Ne pas confondre avec Marius Berliet (1866-1949), constructeur automobile, ni avec la famille Berlier de Vauplane, originaire de Provence.
Jean-Baptiste Berlier, né le 11 octobre 1843 à Rive-de-Gier et mort le 9 septembre 1911 à Deauville, est un ingénieur et un inventeur français.

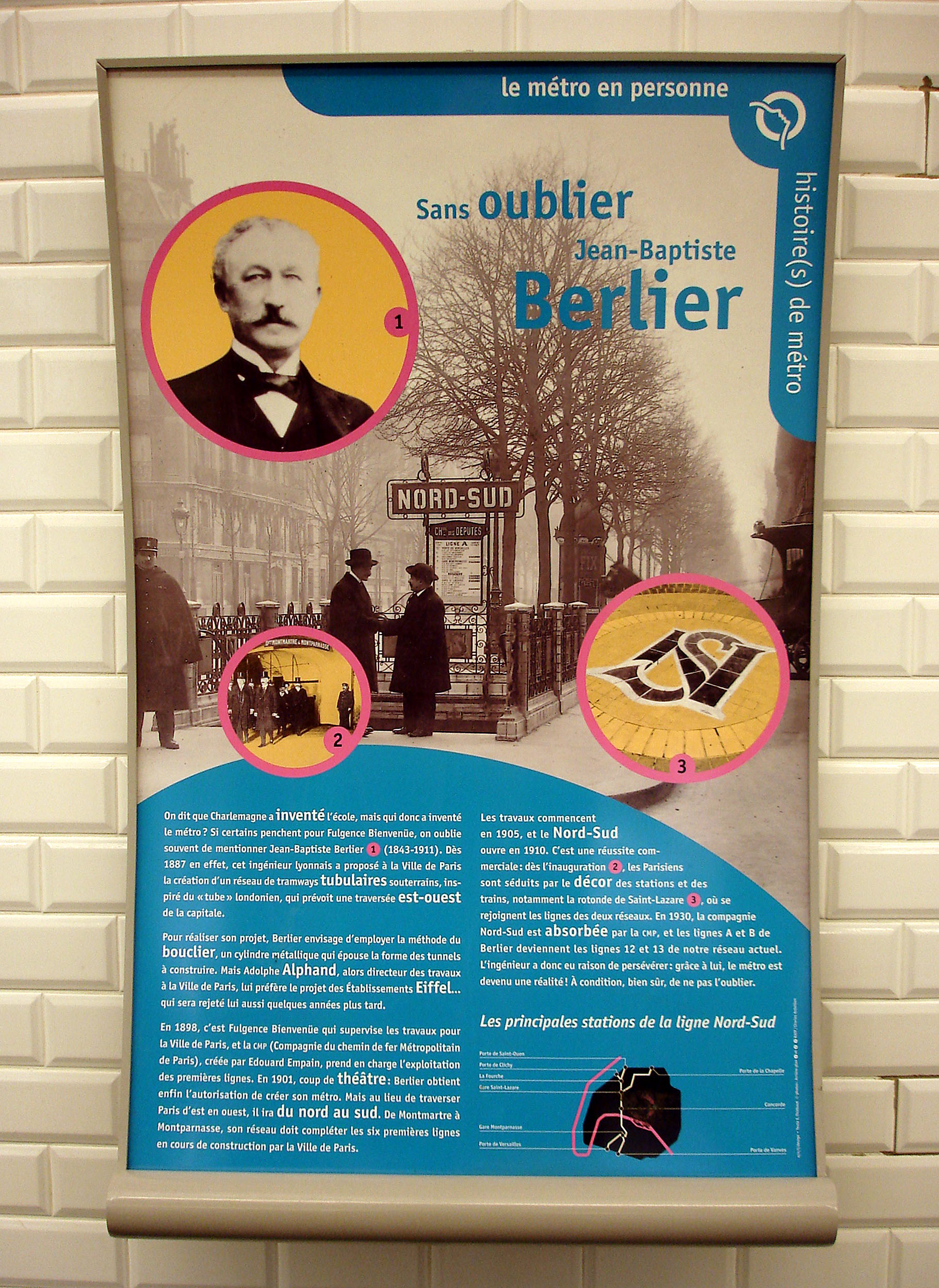
Plaque à la station de métro Saint-Lazare, quai de la ligne 12.

Autodidacte de génie, il s'invente un cursus d'ingénieur à l'École des Mines. Il créa notamment un système de transmission « pneumatique » des cartes-télégrammes à Paris par tube pneumatique. Il est également l'auteur du premier projet de « tramway souterrain » pour Paris, l'actuel métropolitain. Il est à l'initiative de la création de la ligne Nord-Sud (ligne no 12 actuelle) par la Société du chemin de fer électrique souterrain Nord-Sud de Paris (1902), société dirigée à partir de 1905 par Georges Bechmann.
Il existe une rue à son nom dans le 13e arrondissement de Paris et une plaque commémorative dans le métro parisien à la station Saint-Lazare (ci-contre).

## Travaux
Une liste plus complète de ses travaux figure sur le site de la Bibliothèque nationale de France.